# Roman Široký
Roman Široký (* 13. května 1974) je bývalý český fotbalový záložník a obránce.

## Škola
- Gymnázium Brno, třída Kapitána Jaroše – maturita v roce 1992[2]

## Hráčská kariéra
Je odchovancem Zbrojovky Brno, vybojoval s ní titul Mistra ČR ve starším dorostu v sezóně 1991/92 pod vedením Františka Harašty.
Byl v brněnském širším kádru v sezoně 1995/96, do nejvyšší soutěže však zasáhl až o sezonu později.
2. října 1996 nastoupil v základní sestavě Boby Brno proti SK Slavia Praha 1:1, utkání přihlíželo 44.120 diváků.
Druhou nejvyšší soutěž hrál na jaře 1995 za FK GGS Arma Ústí nad Labem, na jaře 1996 za FC LeRK Brno a na jaře 1997 za Slováckou Slaviu Uherské Hradiště. Vstřelil 3 druholigové góly, po jednom v každém ze jmenovaných klubů.
V roce 1997 se velmi vážně zranil a kariéru dohrál na amatérské úrovni v Rakousku v klubech USC Wampersdorf (1999-2001) a SC Neupack Hirschwang (2001-2008)

### Evropské poháry
V sobotu 15. července 1995 nastoupil za Boby Brno v utkání Poháru Intertoto na hřišti rumunského klubu Ceahlăul Piatra Neamț (prohra 0:2).

## Ligová bilance
| Ročník                  | Zápasy | Góly | Minuty | Klub                                |
| ----------------------- | ------ | ---- | ------ | ----------------------------------- |
|                         | –      | 0    | –      |                                     |
|                         | –      | 0    | –      |                                     |
| II. liga 1994/95        | –      | 1    | –      | FK GGS Arma Ústí nad Labem          |
| II. liga 1995/96        | 9      | 1    | –      | FC LeRK Brno                        |
|                         | –      |      | –      |                                     |
| I. liga 1996/97         | 12     | 0    | 417    | FC Boby Brno                        |
| MSFL 1996/97            | –      | 1    | –      | FC Boby Brno „B“                    |
| II. liga 1996/97        | 11     | 1    | –      | FC Slovácká Slavia Uherské Hradiště |
| CELKEM I. LIGA          | 12     | 0    | 417    |                                     |
| CELKEM II. LIGA         | –      | 3    | –      |                                     |
| CELKEM III. LIGA – MSFL | –      | 2    | –      |                                     |